# Notarkammer Braunschweig
Die Notarkammer Braunschweig ist eine Körperschaft in Braunschweig (Niedersachsen), in der die Notare aus dem Bezirk des Oberlandesgerichts Braunschweig organisiert und/oder die ihre Interessen vertritt. Der Kammerbezirk umfasst die Landgerichtsbezirke Braunschweig und Göttingen. Derzeit hat die Notarkammer Braunschweig 166 Mitglieder (Stand 1. Januar 2020).
Die Aufsichtsbehörde ist das Niedersächsische Justizministerium.

## Vorstand
- Präsident: Olaf Waldvogel
- Vizepräsident: Stefan Millotat

## Geschäftsführung
- Gundula Klie